# 凯伦胡森
波罗的海畔凯伦胡森（德語：Kellenhusen (Ostsee)），通称凯伦胡森，是德国石勒苏益格－荷尔斯泰因州的一个市镇。总面积8.17平方公里，总人口1053人，其中男性477人，女性576人（2011年12月31日），人口密度129人/平方公里。